# 겐팅 아레나
겐팅 아레나(Genting Arena)은 잉글랜드 웨스트미들랜즈주 버밍엄에 위치한 실내 경기장이다.